# Gynoplistia cuprea
Gynoplistia cuprea là một loài ruồi trong họ Limoniidae. Chúng phân bố ở miền Australasia.